# Moosalb (Alb)
Die Moosalb ist ein rund zehn Kilometer langer Fluss im Nordschwarzwald, der bei Fischweier von links und Westen in die Alb mündet.

## Geographie

### Verlauf
Die Moosalb entspringt dem Hüttlesbrunnen südöstlich des Höhenweilers Moosbronn von Gaggenau auf etwa 479 m ü. NN; eine etwas weiter talab noch vor Moosbrunn gelegene Quelle liegt am Ostrand des nahen Bad Herrenalber Ortsteiles Althof (48° 49′ 51″ N, 8° 23′ 42″ O), gleich nach dem Übertritt auf Gaggenauer Gebiet eine weitere (Lindenbrunnen) am Rande von Moosbronn (48° 50′ 12″ N, 8° 23′ 20″ O).
Die Moosalb fließt überwiegend in nordnordwestlicher Richtung. Viereinhalb Kilometer nach ihrer obersten Quelle nimmt sie als einzigen längeren Zufluss von rechts den Schneebach auf. Sie mündet nach einem Lauf von 10,4 km auf rund 207 m ü. NN Höhe bei Fischweier von links und Westen in die Alb.
Orte auf den Höhenzügen sind rechts der Moosalb der zu Marxzell gehörende Ort Burbach, links Völkersbach (zu Malsch) und Schöllbronn (zu Ettlingen).

### Zuflüsse
Liste der Zuflüsse und  Seen von der Quelle zur Mündung. Gewässerlängen in der Regel nach LUBW-FG10 (Datensatzeinträge), Einzugsgebiete entsprechend nach LUBW-GEZG, Seeflächen nach LUBW-SG10, Höhenangaben nach dem Höhenlinienbild auf dem Geodatenviewer. Andere Quellen für die Angaben sind ggf. vermerkt.
- Quellzulauf, von links bei Bad Herrenalb-Althof auf etwa 457 m ü. NN.
- Zulauf vom Lindenbrunnen, von links in Gaggenau-Moosbronn auf unter 450 m ü. NN.
- Schneebach, von rechts auf der Gemeindegrenze zwischen Gaggenau und Marxzell etwa 344 m ü. NN, 2,969 km und 5,474 km². Waldbach.
- Dorfbach, von links auf unter 320 m ü. NN, 0,911 km und 2,461 km². Entsteht am Ostrand von Malsch-Völkersbach auf etwa 344 m ü. NN.
- Zulauf, von rechts etwas vor der Marxzeller Weimersmühle auf etwa 300 m ü. NN, 1,119 km und 0,389 km². Entsteht beim Marxzeller Wiesenhof auf etwa 410 m ü. NN.
- Rimmelsbach, von links nach der Marxzeller Weimersmühle auf etwa 280 m ü. NN, 1,635 km. Entsteht am Rimmelsbacher Hof der Gemeinde Malsch auf etwa 368 m ü. NN.
- Dorfwiesenbach, von links nach der Schöllbronner Mühle von Ettlingen auf etwa 232 m ü. NN, 1,265 km und 2,232 km². Entsteht am Ostrand von Ettlingen-Schöllbronn auf etwa 303 m ü. NN.

## Landschaft und Schutzgebiete

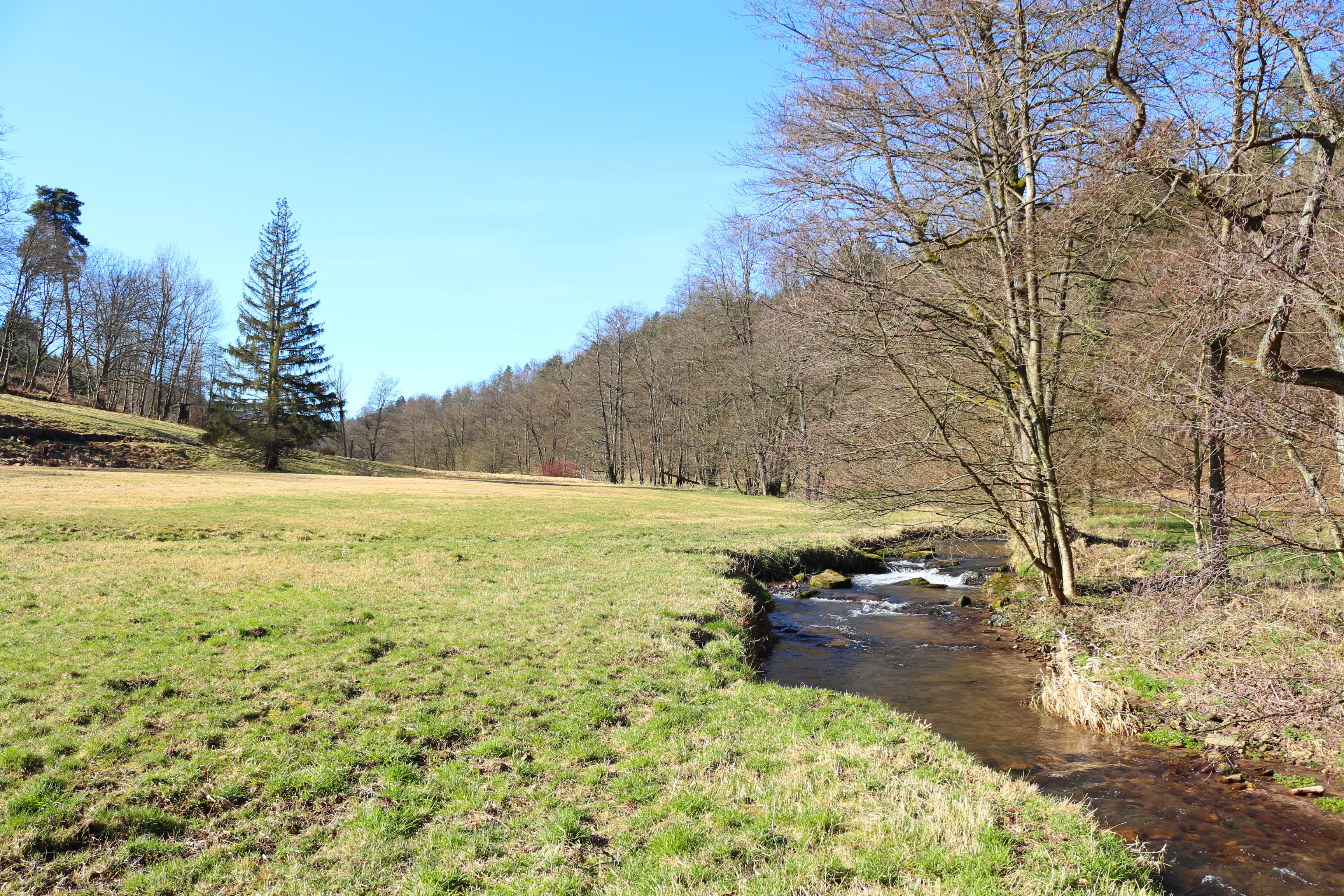
Die Moosalb kurz vor der Mündung

Naturräumlich ist das Albtal Teil der Nördlichen Schwarzwald-Randplatten.
Das Tal der Moosalb ist nach dem kleinen Herrenalber Dorf Althof und dem daran anschließenden Gaggenauer Weiler Moosbronn, die am obersten Lauf liegen, bis auf wenige alte Mühlen und Gehöfte unbesiedelt und sie fließt darin weitestgehend naturnah durch von Hangwäldern gesäumte Talwiesen. Auf ihrer rechten Seite begleitet den kleinen Fluss fast auf der gesamten Länge eine wenig befahrene Kreisstraße, auf ihrer linken ein Wanderweg.
Die Talgründe und teils unteren Hänge des Albtals und seiner kleinen Zuläufe bilden das Naturschutzgebiet Albtal und Seitentäler, in dem zahlreiche feuchte Wiesen und Quellzonen liegen. Um dieses herum liegt das Landschaftsschutzgebiet Albtalplatten und Herrenalber Berge, das von den Siedlungen auf den Randhöhen abgesehen fast das ganze restliche Einzugsgebietes umfasst.